# Agroeca bonghwaensis
Espèce
Agroeca bonghwaensis est une espèce d'araignées aranéomorphes de la famille des Liocranidae.

## Distribution
Cette espèce est endémique de Corée du Sud. Elle se rencontre au Gyeongsang du Nord, au Jeolla du Nord, au Chungcheong du Sud, au Gyeonggi et à Séoul.

## Description
La femelle holotype mesure 5,29 mm.
Le mâle décrit par Kim et Lee en 2018 mesure 4,11 mm et les femelles de 5,12 à 5,41 mm.

## Étymologie
Son nom d'espèce, composé de bonghwa et du suffixe latin -ensis, « qui vit dans, qui habite », lui a été donné en référence au lieu de sa découverte, le district de Bonghwa.

## Publication originale
- Seo, 2011 : Description of three liocranid spider species from Korea (Araneae: Liocranidae). Entomological Research, vol. 41, p. 98-102.